# NGC 2502
NGC 2502 est une galaxie lenticulaire située dans la constellation de la Carène. NGC 2502 a été découverte par l'astronome britannique John Herschel en 1837.

## Caractéristiques
Sa vitesse par rapport au fond diffus cosmologique est de 1 248 ± 14 km/s, ce qui correspond à une distance de Hubble de 18,4 ± 1,3 Mpc (∼60 millions d'al).
À ce jour, une mesure non basée sur le décalage vers le rouge (redshift) donne une distance d'environ 12,900 Mpc (∼42,1 millions d'al). Cette valeur est à l'extérieur des valeurs de la distance de Hubble. Puisque cette galaxie est relativement rapprochée du Groupe local, il est probable que cette valeur soit plus près de la distance réelle de NGC 2502. Notons que c'est avec la valeur moyenne des mesures indépendantes, lorsqu'elles existent, que la base de données NASA/IPAC calcule le diamètre d'une galaxie.
NGC 2502 présente une large raie HI.

## Groupe de NGC 2427
La galaxie NGC 2502 ainsi que les galaxies NGC 2427, PGC 21293(ESO 208-21), PGC 21466 (ESO 208-33) et PGC 22338 (ESO 209-9) font partie du groupe de NGC 2427.